# Anne-Marie (chanteuse)
Pour les articles homonymes, voir Anne-Marie (homonymie) et Nicholson.
Anne-Marie, de son nom complet Anne-Marie Nicholson, née le 7 avril 1991 dans le comté du Somerset en Angleterre, mais qui a grandi dans l'Essex, est une chanteuse britannique. Elle détient trois titres de championne du monde de Shōtōkan-ryū, une forme de karaté,,

## Biographie
Elle se fait d'abord connaître comme choriste du groupe anglais Rudimental.
En 2015, après avoir signé chez Major Toms, puis Atlantic Records, Anne-Marie présente un premier EP entièrement écrit et composé par elle, Karate EP, puis revient avec un nouveau single seulement quelques mois plus tard, intitulé Do It Right.
En 2016, après la sortie de son nouveau single Alarm, qui se classe dans les charts au Royaume-Uni et Australie notamment,, elle chante, en compagnie de Sean Paul, sur le titre Rockabye du groupe Clean Bandit, qui se classe en tête des ventes dans plusieurs pays.
En février 2018, elle collabore avec Marshmello pour le titre FRIENDS écouté plus de 700 millions de fois sur Spotify en juin 2019 et dont le clip dépasse le milliard  de vues sur YouTube en avril 2022. La version lyrics sortie quelques jours plus tôt dépasse aussi le milliard de vues sur la plateforme. 
En avril 2018, Anne-Marie sort son premier album studio, Speak Your Mind. 
Elle fait alors notamment partie de la tournée du chanteur anglais Ed Sheeran (« Divide World Tour ») en assurant sa première partie.
En mars 2020, elle sort une chanson qui semble être dédiée à sa mère, Her.
En juillet 2021, Anne-Marie publie son deuxième album studio, Therapy, avec diverses collaborations dont, entre autres, le chanteur Niall Horan et le groupe Little Mix.
En septembre 2021, elle sort un livre de développement personnel intitulé You Deserve Better: An Imperfect Guide to Finding Your Happiness.
Le 27 juillet 2023, elle lance son troisième album studio, Unhealthy. Le disque renferme des collaborations avec Shania Twain, Khalid et Aitch. 

## Discographie

### Albums
- 2018 : Speak Your Mind (en)
- 2021 : Therapy
- 2023 : Unhealthy

### EP
- 2015 : Karate EP (juillet 2015)

### Singles
- 2015 - Karate (mai 2015)
- 2015 - Gemini
- 2015 - Boy
- 2016 - Do It Right
- 2016 - Alarm
- 2016 - Peak
- 2017 - Ciao Adios
- 2017 - Heavy
- 2017 - Then
- 2018 - Friends
- 2018 - 2002
- 2018 - Ciao Adios
- 2018 - Perfect to Me
- 2020 - Birthday
- 2020 - Her

### Singles en collaboration
- 2015 - Rumour Mill (en) (Rudimental feat. Anne-Marie & Will Heard)
- 2015 - Alright with Me (en) (Wretch 32 (en) feat. Anne-Marie & PRGRSHN)
- 2016 - Catch 22 (en) (Illy feat. Anne-Marie)
- 2016 - Rockabye (Clean Bandit feat. Anne-Marie & Sean Paul)
- 2017 - Remember I Told You (Nick Jonas feat. Anne-Marie & Mike Posner)
- 2018 - Friends (Marshmello & Anne-Marie)[8]
- 2018 - Let Me Live (Rudimental & Major Lazer feat. Anne-Marie & Mr Eazi)[9]
- 2018 - Don't Leave Me Alone (David Guetta feat. Anne-Marie)
- 2018 - Rewrite The Stars (James Arthur et Anne Marie) for The greatest showman
- 2019 - f*ck, i'm lonely (Lauv feat. Anne-Marie)
- 2020 - To be Young (Doja Cat feat. Anne-Marie)
- 2020 - Rudimental avec Anne-Marie & Tion Wayne - Come Over  Or[10]
- 2021 - Don't Play  (Anne-Marie & KSI & Digital Farm Animals)[11]
- 2021 - Our Song (Anne-Marie & Niall Horan)
- 2022 - PSYCHO (Anne-Marie & Aitch)
- 2022 - I Just Called (Anne-Marie, NEIKED & Latto)
- 2023 - Unhealthy avec Shania Twain